# Świętojańsko
Świętojańsko (prononciation : [ɕfjɛntɔˈjaɲskɔ]) est un village polonais de la gmina de Krzeszyce dans le powiat de Sulęcin de la voïvodie de Lubusz dans l'ouest de la Pologne.
Il se situe à environ 16 kilomètres au nord de Sulęcin (siège du powiat) et 23 kilomètres au sud-ouest de Gorzów Wielkopolski (capitale de la voïvodie).

## Histoire
Après la réforme administrative du royaume de Prusse en 1815, Saint-Jean entre dans l'arrondissement de Sternberg-en-Nouvelle-Marche, qui est divisé ensuite, et elle fait partie de l'arrondissement de Sternberg-Est qui est lui-même partie du district de Francfort-sur-l'Oder au sein de la province de Brandebourg.
Après la Seconde Guerre mondiale, avec la mise en œuvre de la ligne Oder-Neisse, le village est intégré à la République populaire de Pologne. La population d'origine allemande est expulsée et remplacée par des polonais.
De 1975 à 1998, le village appartenait administrativement à la voïvodie de Gorzów.

Depuis 1999, il appartient administrativement à la voïvodie de Lubusz.